# 771

## Nașteri
- 14 ianuarie: Constantin al VI-lea  (d. 798)

## Decese
- 8 decembrie: Carloman I rege al Francilor (768–771) (n. 751)